# Cabo de Santa María (Angola)
El cabo de Santa María está ubicado al norte de Moçâmedes, en la costa atlántica de Angola.

## Historia
En 1482, el navegante portugués Diogo Cão llegó al cabo de Santa María, en su búsqueda del punto más austral del continente africano. Fue bautizado como Cabo do Lobo. El objetivo de la expedición, era buscar un paso que permitiera circunnavegar África.
Con el objeto de reivindicar la soberanía portuguesa, Diogo Cão erigió en la cima del cabo, un padrão. Permaneció en ese lugar hasta su traslado a Lisboa en 1892.
El primer viaje de Diogo Cão no alcanzó su objetivo, y retornó a Portugal con esclavos.

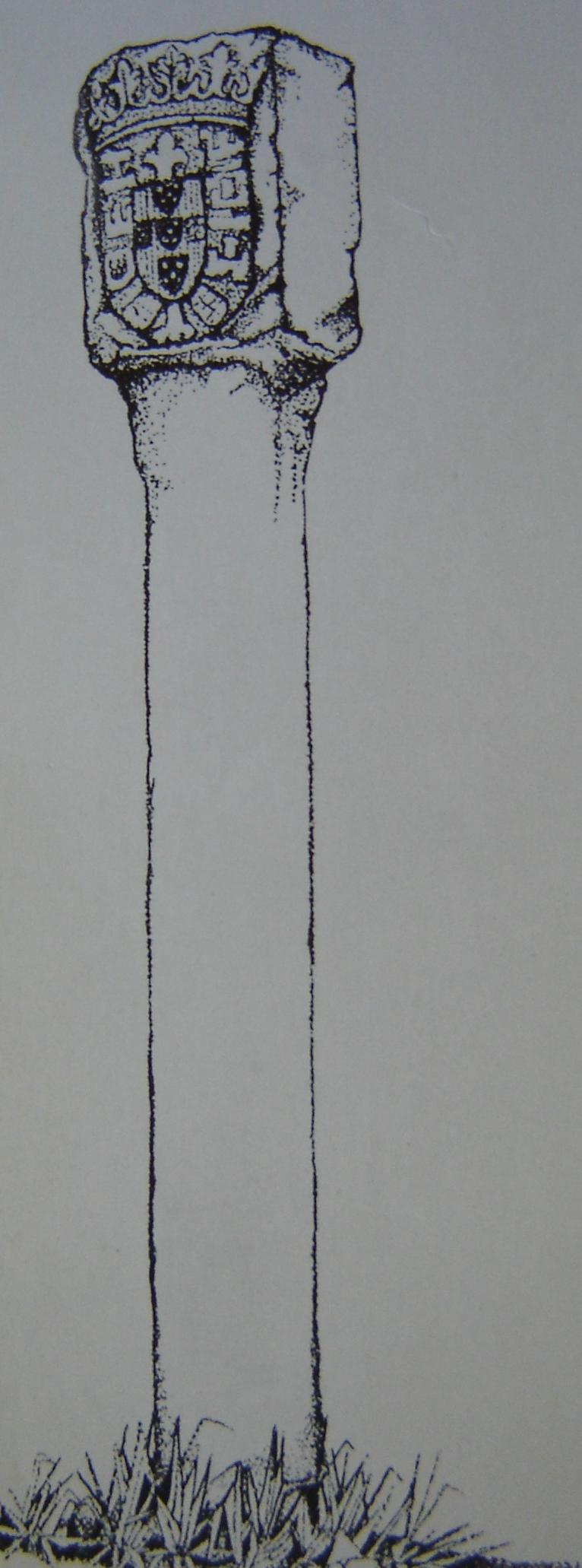
El padrão erigido en el cabo de Santa María.
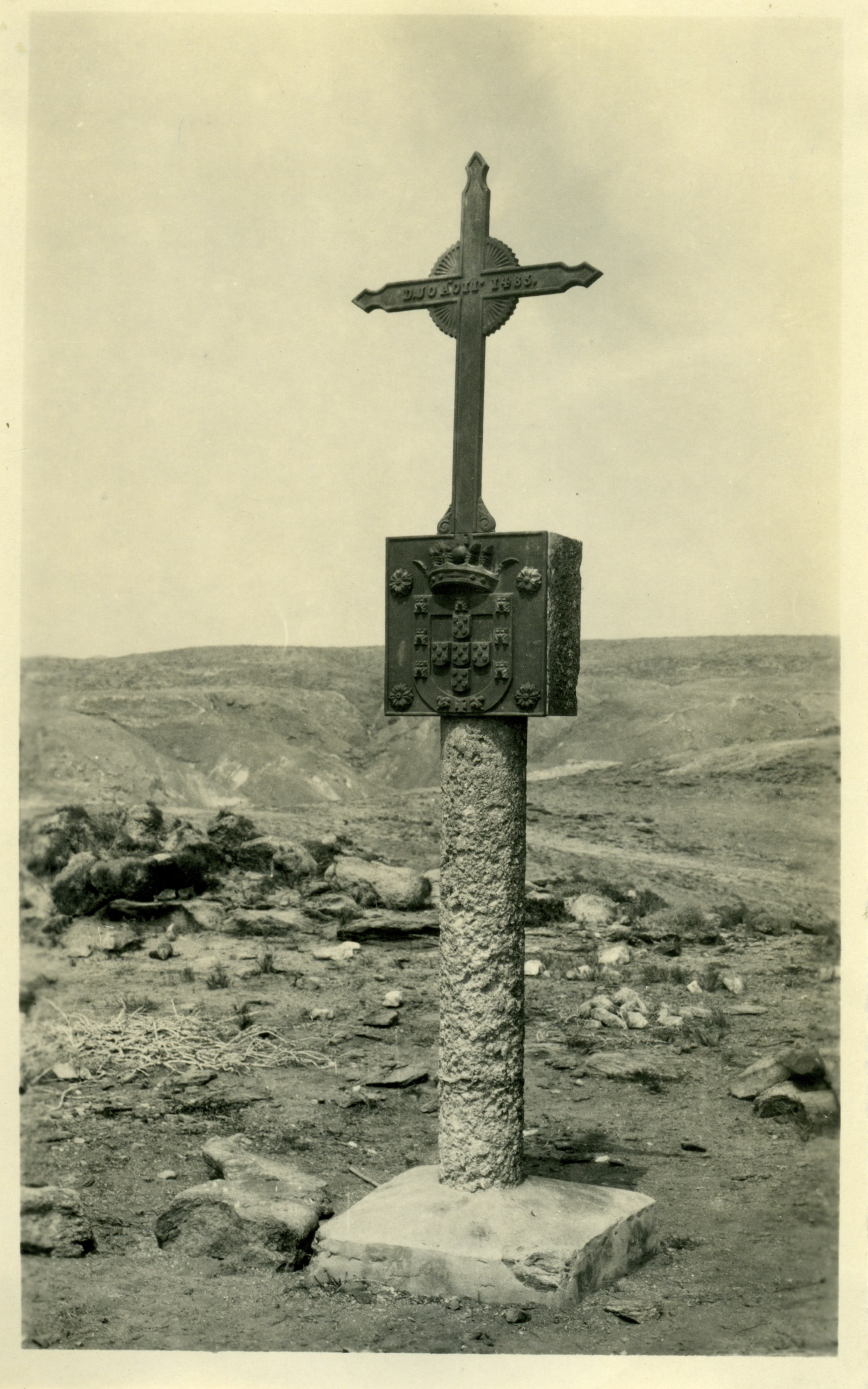
El padrão de reemplazo erigido en el cabo de Santa María.